# Colorado do Oeste
Colorado do Oeste est une ville située dans l'État du Rondônia, au Brésil. Sa population était de 18 883 habitants (en 2005) pour une superficie de 1 451 km2.

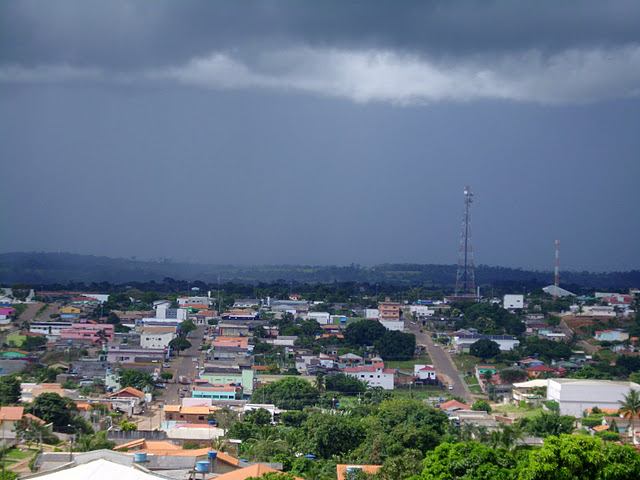
Vue de la ville de Colorado do Oeste, État de Rondônia